# 孟富林
孟富林（1933年9月—2021年11月6日），男，安徽含山人。中华人民共和国政治人物。

## 生平
1953年加入中國共產黨。1983年，担任安徽省人民政府副省长。1987年，任中共安徽省委副书记。1993年，当选安徽省人大常委会主任。